# Villum Fonden
Villum Fonden (tidligere Villum Kann Rasmussen Fonden) blev grundlagt i 1971 af Villum Kann Rasmussen M.Sc. (Civilingeniør), Dr. Techn. h.c. (1909-1993). 10 år senere grundlagde han Velux Fonden.
I 1941 grundlagde Villum Kann Rasmussen Velux, en dansk virksomhed, som har specialiseret sig i vinduer og skylights. VELUX er ejet af VKR Holding A/S, som ejer adskillige virksomheder med aktiviteter i de følgende forretningsområder: Ovenlysvinduer & skylights, Facadevinduer, Termisk solenergi, Dekoration & solafskærmning og Ventilation & indeklima.
VKR Holding A/S er ejet af Kann Rasmussen familien og Villum Fonden, som er hovedaktionæren. VKR Gruppens virksomheder beskæftiger tilsammen 17.200 medarbejdere i 38 lande.
Villum Fonden og Velux Fonden er begge non-profit organisationer, som tildeler midler til projekter med videnskabelige, kulturelle, kunstneriske og sociale mål. Derudover uddeler Villum Fonden og Velux Fonden hædersgaver, The Daylight and Building Component Award, som gives årligt til folk, som har gjort en særlig indsats til forståelsen af dagslysets værdi og betydning eller et lignende bidrag angående industrielt producerede bygningskomponenter.
I 2024 uddelte Villum Fonden og Velux Fonden tilsammen 1,3 mia. kr. fordelt mellem 771 bevillinger. Fondene evner at støtte projekterne med midlerne fra VKR Gruppens indtægter og indtægter genereret fra fondenes andre aktiver.

## Bevillingstyper

### Forskningsaktiviteter
Villum Fonden støtter større forskningsaktiviteter, specielt inden for områderne teknisk videnskab, naturvidenskab, jordbrugs- og veterinærvidenskab, miljøet og erhvervsforskning. Støtten gives både til lønmidler, drift og anskaffelse af apparatur til forskningsformål, specielt hvis der er tale om frontforskning.

### Gæsteforskerprogram
Villum Fondens gæsteforskerprogram giver danske universiteter mulighed for at tiltrække førende udenlandske forskere fra internationale universiteter. Målet er at styrke forskning og uddannelse ved hjælp af international viden og erfaringer. Siden 2001, har Villum Fonden desuden finansieret et “postdoc-program” for det naturvidenskabelige og tekniske område til. Postdoc-programmet tildeler stipendier til yngre forskere efter ph.d.-niveau og programmet administreres af universiteterne.

### Forskningscentre uden mure
Villum Fonden støtter også forskningscentre uden mure, de såkaldte “Centres of Excellence” med større bevillinger. Udpegningen af "Centres of Excellence" sker på fondens eget initiativ, og centrene kan således ikke selv søge.

### Årslegater
Villum Fonden uddeler hvert år Villum Kann Rasmussens Årslegat til Teknisk og Naturvidenskabelig Forskning til en dansk forsker, som har opnået international anerkendelse for fremtrædende forskning inden for de tekniske og naturfaglige områder. Årslegatet er den største danske forskerpris. Prisen blev uddelt første gang i 1987

## Støtte til projekter udenfor Danmark
I 2006, besluttede Villum Fonden at donere en større del af sine uddelinger til projekter uden for Danmark med en speciel fokus på Ungarn og Polen så vel som andre lande i Øst- og Centraleuropa. Aktiviteterne fokuserer primært på sociale og kulturelle projekter. Eksempler på donationer til projekter i Ungarn og Polen i 2007 og 2008:
- Renovering og drift af familiecenter – i samarbejde med Nobody’s Children Foundation i Polen (2007)[14]
- Feriecentre for udsatte børn og deres familier – i samarbejde med Barka Foundation i Poland (2007)[15]
- Opførelse af boliger og anden støtte til forældreløse børn i Siedlce – i samarbejde med SOS Børnebyerne i Polen (2007)[16]
- Hjælp til socialt og økonomisk nødstedte familier i Ungarn – i samarbejde med Folkekirkens Nødhjælp og Hungarian Interchurch Aid (2007)[17]
- Fodboldskoler for fredelig sameksistens i Balkan-området – i samarbejde med CCPA (Cross Cultures Project Association) (2007)[18]
- Rehabiliteringscenter for fysisk handicappede og invalide – i samarbejde med Foundation for Equal Rights i Ungarn (2008)[19]